# ديزموند مورغان
ديزموند مورغان (بالإنجليزية: Desmond Morgan)‏ هو لاعب كرة قدم أمريكية أمريكي، ولد في 9 سبتمبر 1992 في هولاند في الولايات المتحدة.